# 赤翡翠
赤翡翠（学名：[Halcyon coromanda] 错误：{{Lang}}：文本有斜体标记（帮助））为翠鸟科翡翠属的鸟类。廣泛分布於東亞和東南亞。该物种的模式产地在印度。

## 亚种
Halcyon coromanda 包括以下亞種:
- 赤翡翠指名亚种 H. c. coromanda - （Latham, 1790） 在中国大陆，分布于云南等地。该物种的模式产地在印度[4]。
- 赤翡翠东北亚种 H. c. major - （Temminck & Schlegel, 1848） 在中国大陆，分布于东北、河南、江苏、福建、广东等地。该物种的模式产地在日本[5]。
- 赤翡翠台湾亚种 H. c. bangsi - （Oberholser, 1915） 。分布于台湾等地。该物种的模式产地在琉球群岛[6]。
- H. c. mizorhina - （Oberholser, 1915）
- 赤翡翠马来半岛亚种 H. c. minor - （Temminck & Schlegel, 1848） 在泰国南部，马来半岛，苏门答腊群岛等地。
- H. c. linae - Hubbard & duPont, 1974
- H. c. claudiae - Hubbard & duPont, 1974
- H. c. rufa - Wallace, 1863
- H. c. pelingensis - Neumann, 1939
- H. c. sulana - Mees, 1970

## 描述
赤翡翠长度大约可达25厘米，有非常大，亮红色的喙和同样亮的腿。身体为铁锈红，往尾巴颜色深化为紫色。几乎没有两性异形现象，尽管有报道指出，雄性鸟类的羽毛要亮一些。

## 分布與棲地

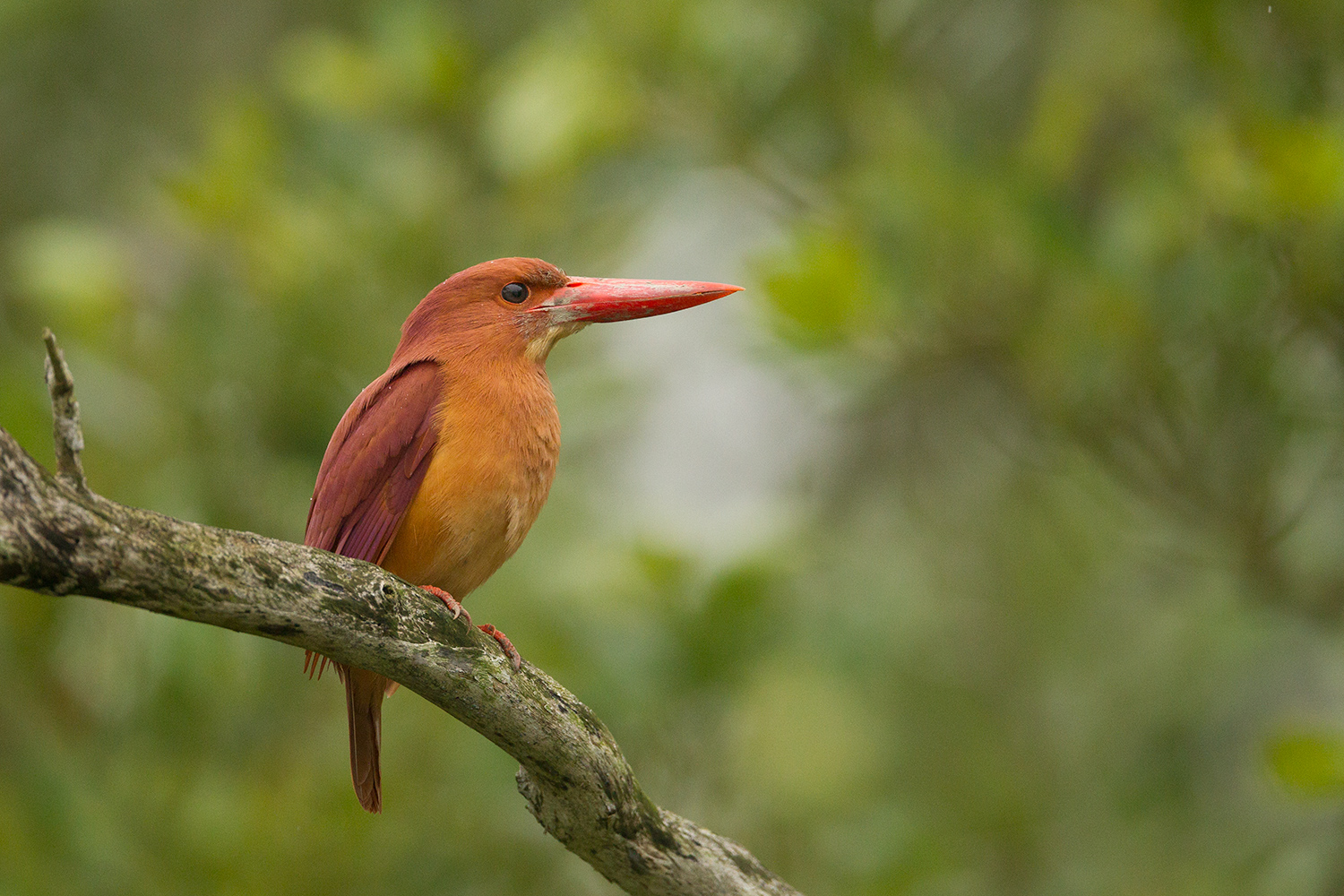
赤翡翠 巽德班國家公園，印度

赤翡翠的分布範圍從北部的南韓和日本，往南延伸至菲律賓及巽他群島，往西至中國和印度。這種鳥類具有遷徙習性，北部範圍的鳥類在冬季會遷徙至南方的婆羅洲。在分布範圍的南部地區，赤翡翠相對常見，但在日本卻很稀有，因此成為賞鳥者的追尋目標。赤翡翠棲息於從溫帶到熱帶的森林區域，通常在濃密的叢林和雨林中。

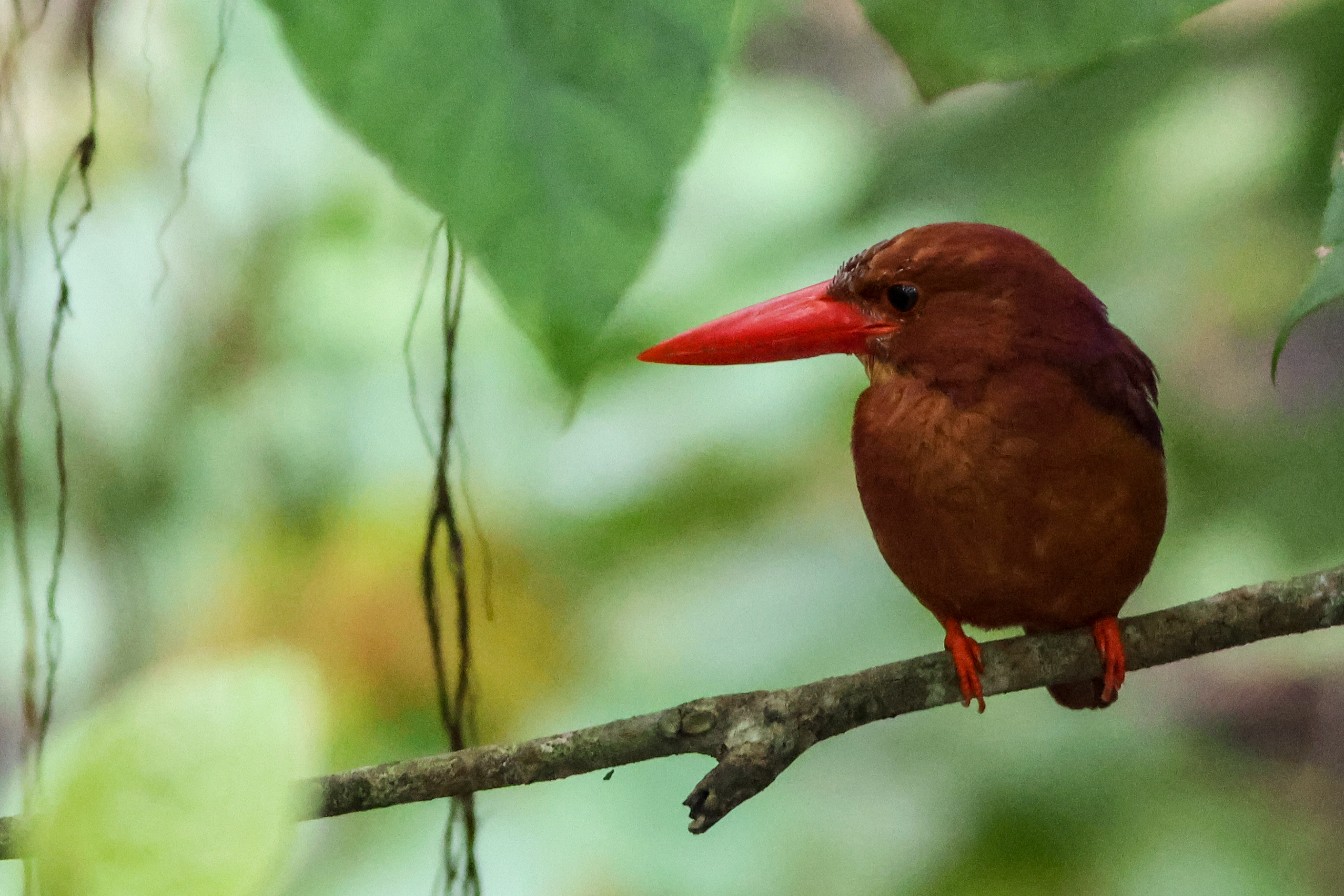
赤翡翠 蘇拉威西島, 印尼

其二名法名稱回溯至印度的科羅曼德爾海岸。

## 行為與生態

### 食物與覓食
像其他的翠鸟一样，赤翡翠通常捕食鱼类，甲壳类和大型昆虫。虽然生活在少水地区，它们也捕食青蛙和其他两栖动物。由于偏爱居住在森林茂密的地区，赤翡翠往往在被看到之前先听到高昂的叫声。这种鸟一般单独或成对出行。
马来半岛赤翡翠亚种体格比较小，成鸟高度大约15-20厘米，有亮红色的喙和同样亮红色的腿。身体为铁锈红，某些个体由头部到尾部覆盖一层亮丽的紫光，胸部上端也有亮紫羽毛覆盖在橙棕羽毛之上。栖息地在沿海红树林地段，主食为在红树林的小螃蟹，虾子，水中昆虫等等。繁殖期在2-3月，一般在红树林挖地洞繁殖幼鸟，亲鸟轮流喂食。